# Натали Имбруља
Натали Џејн Имбруља (енгл. Natalie Jane Imbruglia; 4. фебруар 1975) аустралијска је певачица и глумица.
Током 1990-их скренула је пажњу на себе улогом у аустралијској сапуници Комшије. Касније је издала обраду песме Torn групе Ednaswap и добила неколико признања. Албум Left of the Middle је продат у више од 7 милиона копија. Два пута је добијала Награду Брит, а за Греми је била номинована три пута.

## Дискографија
- Left of the Middle (1997)
- White Lilies Island (2001)
- Counting Down the Days (2005)
- Come to Life (2009)
- Male (2015)
- Firebird (2021)

## Филмографија
| Улоге      |                     |               |                 |          |
| Година     | Српски назив        | Изворни назив | Улога           | Напомена |
| 1992—1994. | Комшије             |               | Бет Бренан      |          |
| 2003.      | Џони Инглиш         |               | Лорна Кембел    |          |
| 2009.      |                     |               | Елиз Силверстон |          |
| 2010.      | X Factor УК         |               | Члан жирија     |          |
| 2010.      | X Factor Аустралија |               | Члан жирија     |          |
| 2013.      |                     |               | Мишел Стратон   |          |
| 2014.      |                     |               | Медисон         |          |
| 2015.      |                     |               | Кристен Рајт    |          |